# Kemah (Texas)
Kemah es una ciudad ubicada en el condado de Galveston en el estado estadounidense de Texas. En el Censo de 2010 tenía una población de 1.773 habitantes y una densidad poblacional de 358,97 personas por km².

## Geografía
Kemah se encuentra ubicada en las coordenadas 29°31′48″N 95°1′12″O / 29.53000, -95.02000. Según la Oficina del Censo de los Estados Unidos, Kemah tiene una superficie total de 4.94 km², de la cual 4.76 km² corresponden a tierra firme y (3.57%) 0.18 km² es agua.

## Demografía
Según el censo de 2010, había 1.773 personas residiendo en Kemah. La densidad de población era de 358,97 hab./km². De los 1.773 habitantes, Kemah estaba compuesto por el 83.87% blancos, el 4.4% eran afroamericanos, el 0.34% eran amerindios, el 6.09% eran asiáticos, el 0% eran isleños del Pacífico, el 3.89% eran de otras razas y el 1.41% pertenecían a dos o más razas. Del total de la población el 17.65% eran hispanos o latinos de cualquier raza.